# آنا کاریوا
آنا کاریوا (روسی: Анна Васильевна Кареева؛ زادهٔ ۱۰ مهٔ ۱۹۷۷) از برندگان مدال‌های بازی‌های المپیک تابستانی و بازیکن هندبال اهل روسیه است.